# Cellule mésenchymateuse
Les cellules souches mésenchymateuses sont des cellules souches, stromales et multipotentes. 
Elles sont présentes dans le mésenchyme de l'embryon, dans le sang de cordon ombilical et plus encore dans la gelée de Wharton (qui entoure le cordon). Elles sont aussi présentes chez l'adulte, mais en très faibles quantités.
Depuis la fin des années 1990, la démonstration de la capacité unique des cellules souches (SC, de l'anglais Stem Cell) à s'auto-renouveler a suscité d'importants espoirs d'usages thérapeutiques nouveaux.
Il y a un consensus sur leur potentiel de traitement futur de diverses maladies auparavant incurables,,, encore à pondérer par le fait que la recherche médicale est confrontée au fait que ces cellules très particulières obéissent à des règles et déterminants hautement complexes et encore très mal compris. Des scientifiques et régulateurs du secteur de la santé ont récemment (2018) alerté sur le nombre croissant de cliniques privées qui depuis le début des années 2000 promeuvent et vendent des interventions basées sur les cellules souches en promettant de traiter des problèmes cosmétiques et médicaux, voire de guérir certaines maladies (HIV/SIDA notamment), selon des méthodes qui en réalité sont non-éprouvées, se basent sur des allégations douteuses et n'ont pas fait la preuve scientifique ni de leur efficacité ni de leur innocuité, avec un « risque grave pour les patients vulnérables » et des méthodes qui risquent indirectement de ternir les valeurs éthiques et légitimes des projets de thérapies en cours de tests précliniques et cliniques rigoureux,,,,,,,,,,.

## Histoire
En 1924, le morphologiste d'origine russe Alexander A. Maximov (en), à partir d'observations histologiques approfondies, identifie dans le mésenchyme un type singulier de cellule précurseur, qui se développe en différents types de cellules sanguines.
Dans les années 1960, les scientifiques Ernest A. McCulloch et James E. Till (en) révèlent pour la première fois la nature clonale des cellules médullaires,.
Dans les années 1970, un essai ex vivo porte sur le potentiel clonogénique des cellules multipotentes de la moelle, rapporté par A. J. Friedenstein et ses collègues,. Dans leur système d'observation, ces cellules stromales étaient appelées fibroblastes unitaires formant des colonies (CFU-f pour Colony-forming unit-fibroblasts).
Le terme de cellules souches mésenchymateuses (CSM) a été formulé par Arnold Caplan en 1991.
Les premiers essais cliniques des CSM ont été achevés en 1995 après que 15 patients aient reçu une injection de CSM (issues de culture) pour tester l'innocuité du traitement.
En 2012, plus de 200 essais cliniques avaient déjà été lancés, mais la plupart étaient encore au stade de la sécurité des tests.
Une expérimentation ultérieure a révélé la plasticité des cellules de la moelle osseuse et comment leur sort est déterminé par des signaux « environnementaux ». La culture de cellules stromales médullaires en présence de stimuli ostéogéniques tels que l'acide ascorbique, le phosphate inorganique ou la dexaméthasone peut par exemple favoriser leur différenciation en ostéoblastes. En revanche, l'ajout de facteur de croissance transformant bêta (TGF-b) pourrait induire des marqueurs chondrogéniques[réf. nécessaire].
Au début des années 2010, malgré de nombreuses expérimentations, on ne dispose toujours pas de preuves robustes de bénéfices thérapeutiques.
En 2020, la recherche d'usages thérapeutiques est porteuse de grands espoirs pour de nombreux soignants, patients et leur entourage, mais avec des attentes encore souvent exagérées en ce qui concerne les maladies actuellement répertoriées dans les « besoins médicaux non satisfaits »,. La recherche médicale ne peut en effet qu'avancer avec précaution sur ces sujets car les cellules souches obéissent à des règles et déterminants très complexes et encore mal compris ; et leur délivrance sans précaution peut avoir des effets adverses inattendus et indésirables voire contreproductifs. Certains espèrent pouvoir restaurer les fonctions de tissus complexes voire d'organes entiers mais des limites biologiques persistent encore dans cette voie et les thérapies innovantes doivent faire leurs preuves lors d'essais cliniques contrôlés avant autorisation de mise sur le marché ou de mise en pratique. Certains patients font donc appel dans certains pays à des interventions médicales très coûteuses, illégales, non-validées et non-éprouvées et généralement sans guérison fiable à partir de cellules souches ; une étude récente (2018) a porté sur l'essor récent et mondial d'un « tourisme des cellules souches ». La même étude fait un bilan des cas signalés par la littérature médicale d'échecs ou d'incidents de sécurité associés à une LME non prouvée. Une étude précédente avait métaphoriquement comparé l'utilisation de thérapies à base de cellules souches proposées sur Internet à un espoir de guérison situé entre la croyance au miracle et la pratique de la roulette russe. Entre 2000 et 2015, les cliniques proposant ces interventions, via internet notamment, ont « des buts lucratifs à peine déguisés et continuent d'exploiter une large base de patients vulnérables, en utilisant des allégations thérapeutiques non prouvées, en suscitant de faux espoirs de fournir de nouveaux traitements efficaces. Comme les interventions à base de cellules souches non-éprouvées ne bénéficient pas de remboursement par une sécurité sociale ou mutuelle, les patients sont aussi exploités financièrement en étant facturés des milliers de dollars pour recevoir ces interventions non-éprouvées ».
Face à ces dérives éthiques et commerciales (qui se sont épanouies y compris aux États-Unis), des lignes directrices et recommandations ont été proposées,,,,,,,, et des groupes de défense de patients se sont constitués, de concert avec des sociétés médicales, des agences et organismes de contrôle et de réglementation, pour notamment sensibiliser et éduquer les médecins et les patients à différencier les thérapies à base de cellules souches correctement testées de celles qui n'ont pas été éprouvées,. Malgré ceci, profitant de vides réglementaires et juridiques, le phénomène du « tourisme des cellules souches » a encore progressé dans les années 2000 à 2015.

## Éléments de définition
Les expressions « cellule souche mésenchymateuse » (CSM) et « cellule stromale médullaire » (qui signifie « cellule du tissu conjonctif de la moelle »)  sont considérées comme synonymes depuis de nombreuses années, mais aucune n'est totalement descriptive de ce qu'elles recouvrent :
- Le mésenchyme est un tissu conjonctif embryonnaire dérivé du mésoderme, qui se différencie en tissu hématopoïétique (les cellules qui fabriquent et renouvellent en permanence le sang) et conjonctif, alors que les CSM ne se différencient pas en cellules hématopoïétiques[35].
- Les cellules stromales sont aussi des cellules du tissu conjonctif, qui forment la structure de soutien dans laquelle résident les cellules fonctionnelles du tissu.
- L’expression ne transmet qu'une des fonctions des CSM et non tous les rôles qu'on leur a découvert depuis quelques décennies dans la réparation des tissus[36].

L’expression englobe les cellules multipotentes dérivées d'autres tissus non médullaires, tels que le placenta, le sang du cordon ombilical, le tissu adipeux, le muscle adulte, le stroma cornéen de l'oeil ou la pulpe dentaire des dents de lait.
Ces cellules n'ont pas la capacité de reconstituer un organe entier.

### Spécificités

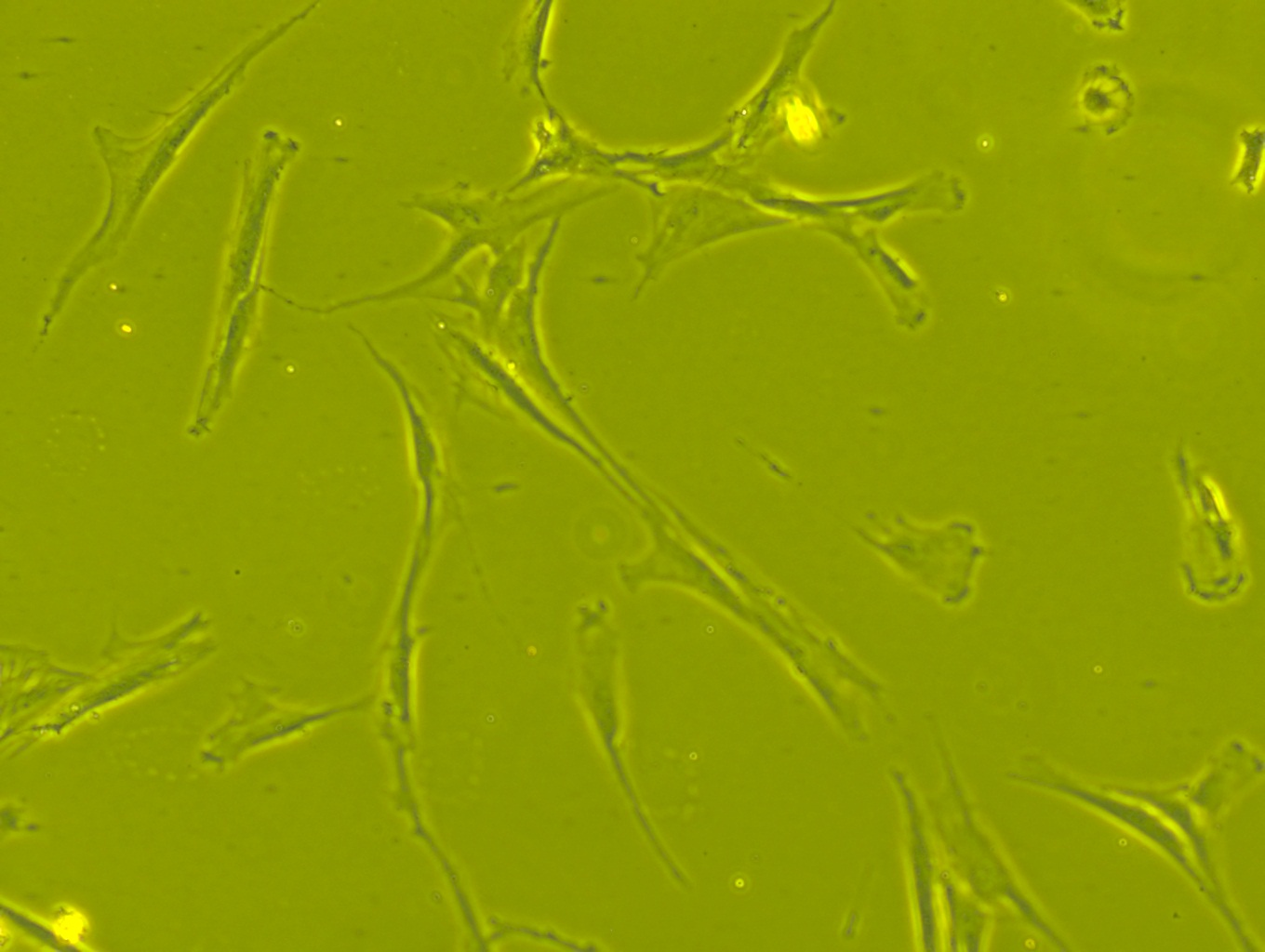
Cellule souche mésenchymateuse dérivée de moelle osseuse humaine, dont la morphologie est semblable à celle de fibroblastes, vue au microscope à contraste de phase (Carl Zeiss Axiovert 40 CFL) à un grossissement de 63X

Ce sont des cellules souches d'origine mésodermique présentes dans divers tissus de l'organisme adulte tels que la moelle osseuse ou le tissu adipeux, généralement le long des vaisseaux sanguins ou dans le sang de cordon.
Elles peuvent se différencier en de nombreux types cellulaires : dont les ostéoblastes (cellules osseuses), les chondrocytes (cellules du cartilage), les myocytes (cellules musculaires) et les adipocytes (cellules adipeuses qui donnent naissance au tissu adipeux de la moelle).

### Morphologie
Les CSM ont un corps cellulaire petit, avec quelques éléments cellulaires longs et minces.
Ce corps cellulaire contient un gros noyau rond avec un nucléole proéminent, entouré de fines particules de chromatine dispersées, donnant au noyau une apparence claire.
Le reste du corps cellulaire contient une petite quantité d'appareils de Golgi, un réticulum endoplasmique rugueux, des mitochondries et des polyribosomes.
Ces cellules, longues et minces, sont largement dispersées, et la matrice extracellulaire adjacente est peuplée de quelques fibrilles réticulaires mais dépourvue d’autre types de fibrilles de collagène,.

## Emplacement

### Moelle osseuse
La moelle osseuse était la première source de CSM et est toujours la plus utilisée. Ces cellules souches de la moelle osseuse ne contribuent pas à la formation des cellules sanguines et n'expriment donc pas le marqueur des cellules souches hématopoïétiques CD34.
Elles sont parfois dites « cellules souches stromales de la moelle osseuse ».

### Cellules du cordon et de la gelée de Wharton
Le cordon ombilical est disponible après la naissance et ne présente pas a priori de risques particuliers de collecte. Les CSM les plus jeunes et les plus primitives peuvent en être extraites ; à partir de la gelée de Wharton (qui en est la source la plus riche) ou du sang du cordon ombilical.
Les CSM sont cependant bien plus concentrées dans la gelée de Wharton que dans le sang de cordon, qui lui est une riche source de cellules souches hématopoïétiques (CSH, infime fraction du tissu hématopoïétique, mais à l'origine de toutes les lignées de cellules sanguines du corps).
Ces MSC sont une source utile de MSC pour certaines applications cliniques en raison de leurs propriétés primitives (il a par exemple en mars 2020 été proposé de tester leur utilisation pour soigner les malades de la COVID-19).

### Tissu adipeux
Le tissu adipeux est également une riche source de MSC (ou « cellules souches mésenchymateuses dérivées de l’adipose », AdMSC).

### Cellules de molaire
Le bourgeon dentaire en développement de la troisième molaire mandibulaire est une riche source de CSM.
Bien qu'elles soient décrites comme « multipotentes », il est possible qu'elles soient en réalité « pluripotentes ». Elles contribuent à la formation de l'émail, de la dentine, des vaisseaux sanguins, de la pulpe dentaire et des tissus nerveux.
Ces cellules souches se sont montrées capables de produire des hépatocytes.

### Liquide amniotique
Des cellules souches sont aussi trouvées dans le liquide amniotique (Jusqu'à 1 cellule sur 100 collectées pendant l’amniocentèse est une cellule souche mésenchymateuse pluripotente)

## Fonction

### Capacité de différenciation
Les MSC ont une grande capacité d'auto-renouvellement tout en conservant leur multipotence.
Des travaux récents suggèrent que la β-caténine, via la régulation de l'EZH2 (en), est une molécule centrale dans le maintien de la "tige" des MSC.
Le test standard pour confirmer la multipotence est la différenciation des cellules en ostéoblastes, adipocytes et chondrocytes ainsi qu'en myocytes.
Les MSC se différencient même en cellules de type neuronal mais on n'est pas certain que les neurones ainsi dérivés soient bien fonctionnels.
Le degré de différenciation de la culture varie selon les individus et la façon dont la différenciation est induite, par exemple chimique par rapport à la mécanique, et il n'est pas clair si cette variation est due à une quantité différente de «vraies» cellules progénitrices dans la culture ou à ou des capacités de différenciation variables des progéniteurs individuels.
La capacité des cellules à proliférer et à se différencier diminue avec l'âge du donneur, et avec le temps de culture. On ignore si cela est dû à une diminution du nombre de MSC ou à une modification des MSC existants.[réf. nécessaire]

### Effets immunomodulateurs
Tout en ayant des effets antibiotiques, les CSM ont paradoxalement un effet de régulation voire de déplétion sur les cellules immunitaires innées et spécifiques ; elles produisent de nombreuses molécules ayant des effets immunosupresseurs ou immunomodulateurs. Il s'agit notamment de la prostaglandine E2 (PGE2), de l'oxyde nitrique, de l'Indoleamine 2,3-dioxygénase (IDO), de l'IL-6 et d'autres marqueurs de surface - FasL, PD-L1/2.
Les CSM ont un effet sur les macrophages, les neutrophiles, les cellules NK, les mastocytes et les cellules dendritiques dans l'immunité innée.
Les MSC sont capables de migrer vers les plaies, où elles se polarisent à travers les macrophages PGE2 dans le phénotype M2 qui se caractérise par un effet anti-inflammatoire.
De plus, la PGE2 inhibe la capacité des mastocytes à se dégranuler et à produire du TNF-α,.
La prolifération et l’activité cytotoxique des cellules NK sont inhibées par PGE2 et IDO. Les MSC réduisent également l'expression des récepteurs des cellules NK - NKG2D, NKp44 et NKp30.
Les CSM inhibent les poussées respiratoires et l'apoptose des neutrophiles par la production de cytokines IL-6 et IL-8. La différenciation et l'expression des marqueurs de surface des cellules dendritiques sont inhibées par l'IL-6 et la PGE2 des MSC.
Les effets immunosuppresseurs du MSC sont encore mal compris, ils dépendent au moins de l'IL-10, mais il n'est pas certain que l'IL-10 le produise seul ; peut-être stimulent-ils uniquement d'autres cellules pour le produire.
La MSC exprime les molécules d'adhésion VCAM-1 et ICAM-1, qui permettent aux lymphocytes T d'adhérer à leur surface.
Ensuite, le MSC peut les affecter par des molécules qui ont une courte demi-vie avec un effet limité au voisinage immédiat de la cellule.
Ceux-ci incluent l'oxyde nitrique, PGE2, HGF, et l'activation du récepteur PD-1. Les MSC réduisent la prolifération des cellules T entre les phases du cycle cellulaire G0 et G1 et diminuent l'expression de l'IFNγ des cellules Th1 tout en augmentant l'expression de l'IL-4 des cellules Th2.
Les CSM inhibent également la prolifération des lymphocytes B entre les phases du cycle cellulaire G0 et G1.

### Propriétés antimicrobiennes
Les CSM peuvent aussi produire des peptides antimicrobiens (AMP).
Il s'agit notamment de la cathélicidine humaine LL-37, de β-défensine humaine, de la lipocaline 2 et d'hepcidine.
Les CSM diminuent efficacement le nombre de colonies de bactéries à Gram négatif et à Gram positif en produisant ces AMP. 
De plus, un même effet antimicrobien de l'enzyme IDO produite par les CSM a aussi été constaté.

## Signification clinique

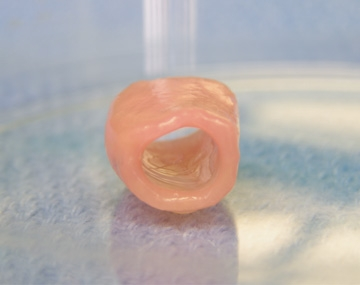
Aspect brut (typique) d'une construction cartilagineuse tubulaire conçue à partir de cellules souches mésenchymateuses amniotiques

Les cellules souches mésenchymateuses du corps humain peuvent être activées et mobilisées si nécessaire, mais à ce jour avec une faible efficacité (ainsi les dommages aux muscles guérissent très lentement). Une étude meilleure compréhension des mécanismes d'action du MSC pourrait fournir des moyens d'augmenter leur capacité de réparation tissulaire,.

### Maladie auto-immune
Des études cliniques sur l'efficacité des cellules souches mésenchymateuses dans le traitement de maladies auto-immunes sont en cours de développement, en particulier pour les comprendre (ex : maladie du greffon contre l'hôte, maladie de Crohn, sclérose en plaques, lupus érythémateux disséminé et sclérodermie systémique,.
Depuis 2014, aucune recherche clinique de haute qualité n'a prouvé son efficacité, et de nombreuses incohérences et problèmes existent dans les méthodes de recherche.

### Autres maladies
Beaucoup des premiers succès cliniques de la transplantation intraveineuse ont concerné des maladies systémiques telles que la maladie du greffon contre l'hôte et la septicémie. 
L'injection directe ou le placement de cellules dans un site nécessitant d'être réparé peut être préféré, car la délivrance par la voie vasculaire souffre d'un inconvénient dit "effet de premier passage pulmonaire" où les cellules injectées par voie intraveineuse sont séquestrées dans les poumons.

## Détection
La Société internationale de thérapie cellulaire (ISCT) a proposé des critères de définition les CSM = une cellule peut être classée MSC si elle présente des propriétés d'adhérence plastique dans des conditions de culture normales et si elle a une morphologie de type fibroblaste.
En fait, certains soutiennent que les CSM et les fibroblastes sont fonctionnellement identiques.
De plus, les CSM peuvent subir une différenciation ostéogénique (produisant des cellules osseuses), adipogène (produisant des cellules graisseuses) et chondrogène (produisant du cartilage) ex vivo.
Biomoléculairement parlant, les MSC en culture expriment également sur leur surface les marqueurs de surface CD73, CD90 et CD105, tout en manquant de l'expression des marqueurs de surface CD11b, CD14, CD19, CD34, CD45, CD79a et HLA-DR.

## Techniques de culture de cellules mésenchymateuses
Elles adoptent presque toutes aujourd'hui une approche passant par des cultures de fibroblastes formant des colonies (CFU-F), où de la moelle osseuse brute non purifiée ou de la moelle osseuse purifiée au ficoll sont directement plaquées (sur des plaques ou dans des flacons de culture cellulaire). Les cellules souches mésenchymateuses, mais pas les globules rouges ni les progéniteurs hématopoïétiques, adhèrent au plastique des cultures tissulaire dans les 24 à 48 heures.
Cependant, au moins une publication a identifié une population de CSM non adhérents non obtenus par la technique de placage direct.
D'autres méthodes basées sur la cytométrie en flux permettent le tri des cellules de moelle osseuse pour des marqueurs de surface spécifiques, tels que STRO-1 (Nota : STRO fait référence à Stroma qui désigne le réseau conjonctif, dit mésenchyme, soutenant les cellules ; Et STRO-1+  est le nom donné au premier anticorps monoclonal isolé à partir de cellules souches mésenchymateuses. Le terme "STRO-1" a ensuite été appliqué à l'antigène de cet anticorps. Dans le corps humain STRO-1 est retrouvé dans de nombreux organes dont le poumon et le foie,. Les cellules STRO-1 sont généralement plus homogènes et ont des taux d'adhésion et des taux de prolifération plus élevés, mais les différences exactes entre les cellules STRO-1+ et les CSM ne sont pas encore claires.
La supplémentation des milieux basaux avec du sérum de fœtus de bovin ou du lysat de plaquettes humaines est courante dans les cultures MSC. 
Avant l'utilisation de lysats plaquettaires pour la culture MSC, un processus d'inactivation des agents pathogènes est recommandé pour empêcher la transmission d'agents pathogènes.

## Recherche
Les cellules souches sont progressivement mieux comprises, mais comme pour la thérapie génique, le passage des connaissances de laboratoire à un usage thérapeutique sûr en application clinique est encore difficile. Les risques et les avantages de ces thérapies doivent être évalués et compris, le cadre réglementaire pourrait devoir être adapté.
- Des méthodes d'immunodéplétion utilisant des techniques telles que le tri cellulaire magnétique ont été utilisées dans la sélection négative des CSM[81] ;
- On sait maintenant que le vieillissement induit des changements fonctionnels et phénotypiques des sous-populations de CMS (cardiaques par exemple) expliquant une partie des dysfonctions de certains organes associées à l'âge[82]
- les liens entre arthroses et cellules souches mésenchymateuses sont en passe d'être mieux compris[83] 
Une nouvelle recherche intitulée Transplantation de cellules souches mésenchymateuses dérivées de l'ESC humaine améliore l'arthrose spontanée chez les macaques rhésus[84] ;
- Les cellules stromales mésenchymateuses ou CSM (pourrait favoriser la résistance (les rechutes) de certains cancers aux chimiothérapies (ex : Myélome Multiple, qui est une hémopathie à cellules B, caractérisée par une pullulation de plasmocytes malins dans la moelle osseuse) à cause de clones résiduels chimio-résistants, et en sécrétant des facteurs de croissance et cytokiniques[85]. On a comparé les transcriptomes de cellules stromales mésenchymateuses provenant de moelle de donneurs sains à ceux de patients à différents stades de ce cancer (stades du diagnostic, de la rechute et de rémission sur 2 ans). Des différences d’expression génique existent, mais avec - curieusement - un profil transcriptomique des cellules stromales mésenchymateuses très proche aux différents stades du myélome et plus particulièrement après le traitement (rechute et rémission), suggérant que l’altération d’expression génique des MSC, tout au long du développement du cancer, peut persister même en l’absence de signe clinique[85]. Le contact des plasmocytes cancéreux avec les MSC pourrait conduire à une modification pérenne du transcriptome des MSC. La valeur pronostique de cette variation d’expression génique des MSC lors du développement de ce cancer est encore à préciser[85] ;
- des cellules stromales mésenchymateuses (CSM), combinées à d'autres traitements, pourraient diminuer les séquelles de l'accident vasculaire cérébral (AVC) ischémique (non-hémorragique)[86].
- Enfin, les cellules souches mésenchymateuses extraites du cordon ombilical et de la gelée de Wharton (qui en contient encore plus)[41] ; cellules aussi dites UC-MSC (pour Umbilical Cord Tissue Mesenchymal Stem Cells) pourraient aider à combattre la COVID-19 grâce à leurs propriétés immunosuppressives[47] ou immunomodulatrices[47]. 
Des projets de biomédicaments sont à l'étude, visant à empêcher le système immunitaire du patient d'évoluer vers le choc cytokinique (tempête de cytokines, laquelle peut rapidement le tuer via des dommages irréversibles aux organes, un œdème, un dysfonctionnement des échanges d'air aboutissant à un syndrome de détresse respiratoire aiguë (SDRA), des lésions cardiaques aiguës... facilitant - si le patient a survécu jusque là - une infection secondaire, éventuellement nosocomiale. 
En Chine, au moment où l'épidémie de COVID-19 se développait ; faute de médicaments efficaces disponibles, plusieurs patients ont été traités avec des UC-MSC. 
Le Collège italien d'anesthésie, d'analgésie, de réanimation et de soins intensifs a ensuite publié des lignes directrices pour traiter les patients atteints de coronavirus avec des cellules souches dans l'espoir de réduire la surcharge des unités de soins intensifs. 
Selon une étude américaine récente, des preuves limitées mais émergentes concernant l'UC MSC dans la gestion de COVID-19 suggèrent qu'il pourrait être envisagé, au moins pour une utilisation compassionnelle chez les patients gravement malades pour réduire la morbidité et la mortalité aux États-Unis.